# Kanifing
Il distretto di Kanifing è un distretto del Gambia nella Divisione della West Coast con 322.410 abitanti al censimento del 2003.

## Società

### Evoluzione demografica
In base ai dati del censimento 1993 la popolazione del distretto era così suddivisa dal punto di vista etnico:
| Etnia       | Abitanti | %     |
| ----------- | -------- | ----- |
| Mandingo    | 64.978   | 35,93 |
| Fulani      | 19.944   | 11,03 |
| Wolof       | 29.774   | 16,46 |
| Jola        | 35.394   | 19,57 |
| Serahule    | 8.197    | 4,53  |
| Altre etnie | 22.559   | 12,47 |

## Amministrazione

### Gemellaggi
Memphis